# برايان جون (أكاديمي)
برايان جون (بالإنجليزية: Brian John)‏ هو أكاديمي بريطاني، ولد في 1940.